# Empis dactylica
Empis dactylica är en tvåvingeart som beskrevs av Axel Leonard Melander 1946. Empis dactylica ingår i släktet Empis och familjen dansflugor.
Artens utbredningsområde är Alberta. Inga underarter finns listade i Catalogue of Life.